# Coupe de futsal de l'UEFA 2006-2007
Navigation
2005-2006 2007-2008
La Coupe de futsal de l'UEFA 2006-2007 est la sixième édition de la compétition.
Aucun club ne passe plus d'un tour durant la compétition. Les quatre équipe qualifiées à l'issue du Tour préliminaire sont éliminées au principal. Les quatre têtes de série entrant au Tour élite monopolisent le même nombre de place qualificatives pour la phase finale.
Pour sa troisième finale de suite, le MFK Dinamo Moscou remporte pour la première fois la compétition au terme de la nouvelle phase finale à quatre disputée en un même lieu. Le club russe prend sa revanche contre ses deux adversaires lors des finales précédentes en éliminant Action 21 en demi-finale puis en prenant le meilleur sur le tenant du titre Interviu en finale. À domicile, ElPozo Murcia obtient la troisième place.

## Format de la compétition
Le tour préliminaire comprend seize équipes placées dans quatre groupes dont seuls les vainqueurs respectifs accèdent au tour principal. Vingt clubs entrent en lice à ce stade de la compétition. Les deux premières des six groupes se qualifient.
Des quarante clubs de départs, seize équipes trouvent place au tour Élite.
L'Interviu, le Dynamo Moscou, Action 21 Charleroi et l'El Pozo Murcie accèdent à ce tour d'office, en tant que têtes de série (demi-finaliste la saison précédente).
Ce tour donne accès à la nouvelle finale à quatre disputée en un seul lieu sur trois jours.

## Clubs participants
Pour la première fois, quarante formations prennent part à la compétition.
| Liste des clubs participants | Liste des clubs participants      | Liste des clubs participants |
| Pays représenté              | Nom du club                       | Entrée en lice               |
| ---------------------------- | --------------------------------- | ---------------------------- |
| Arménie                      | Adana Yerevan                     | Tour préliminaire            |
| Finlande                     | Futsal Mad Max                    | Tour préliminaire            |
| France                       | Roubaix Futsal                    | Tour préliminaire            |
| Écosse                       | Fair City Santos                  | Tour préliminaire            |
| Moldavie                     | Toligma Chisinau                  | Tour préliminaire            |
| Andorre                      | Gran Valira Encamp                | Tour préliminaire            |
| Suisse                       | Uni Futsal Team Bulle             | Tour préliminaire            |
| Angleterre                   | Doncaster College for the Deaf FC | Tour préliminaire            |
| Suède                        | Skövde AIK                        | Tour préliminaire            |
| Albanie                      | KF Tirana                         | Tour préliminaire            |
| Bulgarie                     | Mladost Sofia                     | Tour préliminaire            |
| Malte                        | Hibernians FC                     | Tour préliminaire            |
| Lituanie                     | Nafta Mazeikiai                   | Tour préliminaire            |
| Chypre                       | Parnassos Nicosia                 | Tour préliminaire            |
| Allemagne                    | UFC Munster                       | Tour préliminaire            |
| Autriche                     | USC Eugendorf                     | Tour préliminaire            |
| Italie                       | Arzignano Grifo                   | Tour principal               |
| Kazakhstan                   | Kairat Almaty Futsal Club         | Tour principal               |
| Bosnie-Herzégovine           | Partizan Sarajevo                 | Tour principal               |
| Slovaquie                    | Slov-matic FOFO Bratislava        | Tour principal               |
| Azerbaïdjan                  | Araz Nakhitchevan (en)            | Tour principal               |
| Croatie                      | MNK Split                         | Tour principal               |
| Grèce                        | Athina 90                         | Tour principal               |
| Portugal                     | Sporting Portugal                 | Tour principal               |
| Pologne                      | Clearex Chorzow                   | Tour principal               |
| Macédoine                    | KMF Alfa Parf Skopje              | Tour principal               |
| Biélorussie                  | Dorozhnik Minsk                   | Tour principal               |
| République tchèque           | Jistebnik Ostrava                 | Tour principal               |
| Géorgie                      | Iberia Tblisi                     | Tour principal               |
| Ukraine                      | MFK Chakhtior Donetsk             | Tour principal               |
| Hongrie                      | Godolloi FK                       | Tour principal               |
| Lettonie                     | Raba Riga                         | Tour principal               |
| Serbie                       | KMF Marbo Beograd                 | Tour principal               |
| Roumanie                     | CIP Deva                          | Tour principal               |
| Pays-Bas                     | FC Marlene                        | Tour principal               |
| Slovénie                     | MTO Zagorje                       | Tour principal               |
| Espagne                      | Boomerang Interviú                | Tour élite                   |
| Russie                       | Dinamo Moscou                     | Tour élite                   |
| Belgique                     | Action 21 Charleroi               | Tour élite                   |
| Espagne                      | ElPozo Murcia                     | Tour élite                   |

## Tour préliminaire
Les quatre groupes du tour préliminaire sont remportés par le FC Adana Erevan, Toligma Chisinau, le Lituanien FK Nafta Mažeikiai et Skövde AIK, une équipe suédoise de division inférieure de football dont les joueurs passent au futsal en hiver.
Les matchs ont lieu du 10 au 16 septembre 2006.

## Tour principal
Les deux premières équipes des six groupes se qualifient, y compris les demi-finalistes de l'édition précédente Kairat Almaty et le FC Shakhtar Donetsk.
Les matchs ont lieu du 9 au 15 octobre 2006.

## Tour élite
Le tenant du titre Interviu, son finaliste Dynamo Moscou, Action 21 Charleroi et l'El Pozo Murcie accèdent à ce tour d'office, en tant que têtes de série (demi-finaliste la saison précédente).
Placées dans quatre groupes différents, ces mêmes équipes remportent leur qualification pour la nouvelle finale à quatre disputée en un seul lieu sur trois jours.

## Finale à quatre
La finale à quatre se déroule à Murcie en Espagne et est diffusée sur Eurosport.

### Tableau
|  | Demi-finales 26 avril 2007 | Demi-finales 26 avril 2007 |                        |   | Finale 28 avril 2007 | Finale 28 avril 2007 |
|  | Demi-finales 26 avril 2007 | Demi-finales 26 avril 2007 |                        |   | Finale 28 avril 2007 | Finale 28 avril 2007 |
|  |                            |                            |                        |   |                      |                      |
|  |                            |                            |                        |   |                      |                      |
|  |                            |                            |                        |   |                      |                      |
|  | Dinamo Moscou              | 3                          |                        |   |                      |                      |
|  | Dinamo Moscou              | 3                          |                        |   |                      |                      |
|  | Action 21 Charleroi        | 1                          |                        |   |                      |                      |
|  | Action 21 Charleroi        | 1                          | Dinamo Moscou          | 2 |                      |                      |
|  |                            |                            | Dinamo Moscou          | 2 |                      |                      |
|  |                            | Boomerang Interviú         | 1                      |   |                      |                      |
|  | ElPozo Murcia              | Boomerang Interviú         | 1                      | 2 |                      |                      |
|  | ElPozo Murcia              |                            |                        | 2 |                      |                      |
|  | Boomerang Interviú         | 3                          |                        |   |                      |                      |
|  | Boomerang Interviú         | 3                          | Match pour la 3e place |   |                      |                      |
|  |                            |                            |                        |   |                      |                      |
|  |                            |                            |                        |   |                      |                      |
|  |                            |                            |                        |   |                      |                      |
|  | Action 21 Charleroi        | 1tab3                      |                        |   |                      |                      |
|  | Action 21 Charleroi        | 1tab3                      |                        |   |                      |                      |
|  | ElPozo Murcia              | 1tab4                      |                        |   |                      |                      |
|  | ElPozo Murcia              | 1tab4                      |                        |   |                      |                      |

### Demi-finales
En deuxième période, les buts de Pavel Kobzar et de l'ancien joueur de Charleroi Kelson offrent une victoire 3-1 au Dinamo contre Action 21. Moscou prend sa revanche de sa défaite en finale contre Charleroi en 2005.
| 26 avril 2007 | Dinamo Moscou                     | 3 – 1 | Action 21 Charleroi |                                                                         |                                                                         |
| 18:30         | Pula 5e · Kobzar 22e · Kélson 38e |       | 11e Chaibai         | Palacio de Deportes, Murcie Arbitrage : Massimo Cumbo & António Cardoso | Palacio de Deportes, Murcie Arbitrage : Massimo Cumbo & António Cardoso |
| 18:30         | rapport                           |       |                     | Palacio de Deportes, Murcie Arbitrage : Massimo Cumbo & António Cardoso | Palacio de Deportes, Murcie Arbitrage : Massimo Cumbo & António Cardoso |

ElPozo mène 2-1 après le premier but de Kike, l'égalisation de Marquinho puis que Vinicius Elías permettent aux hôtes de passer avant à cinq minutes du terme de la rencontre. Mais, à moins de deux minutes du coup de sifflet finale, Schumacher égalise et, à une seconde de la fin, Daniel offre la qualification au champion en titre Interviú (2-3).
| 26 avril 2007 | ElPozo Murcia        | 2 – 3 | Boomerang Interviú                         |                                                                   |                                                                   |
|               | Kike 2e · Bacaro 35e |       | 6e Marquinho · 39e Schumacher · 40e Daniel | Palacio de Deportes, Murcie Arbitrage : Ivan Novak & Károly Török | Palacio de Deportes, Murcie Arbitrage : Ivan Novak & Károly Török |
|               | rapport              |       |                                            | Palacio de Deportes, Murcie Arbitrage : Ivan Novak & Károly Török | Palacio de Deportes, Murcie Arbitrage : Ivan Novak & Károly Török |

### Match pour la troisième place
Bien que fort de trois finales dont un sacre en 2005, Action 21 perd aux tirs au but contre Murcie lors du match pour la troisième place.
| 28 avril 2007 | Action 21 Charleroi                            | 1 – 1 3 - 4 t. a. b. | ElPozo Murcia                                 |                                                                        |                                                                        |
| 17:00         | Chaibai 9e                                     |                      | 38e Vinícius                                  | Palacio de Deportes, Murcie Arbitrage : António Cardoso & Károly Török | Palacio de Deportes, Murcie Arbitrage : António Cardoso & Károly Török |
| 17:00         | rapport                                        |                      |                                               | Palacio de Deportes, Murcie Arbitrage : António Cardoso & Károly Török | Palacio de Deportes, Murcie Arbitrage : António Cardoso & Károly Török |
| 17:00         | Zico · Van Melkebeke · Chaibai · Ayoub · Lúcio | Tirs au but 3 - 4    | Vinícius · Queirós · Kike · Mauricio · Bacaro | Palacio de Deportes, Murcie Arbitrage : António Cardoso & Károly Török | Palacio de Deportes, Murcie Arbitrage : António Cardoso & Károly Török |

### Finale
Vengé de sa finale de 2005, le Dinamo réédite sa performance contre son adversaire de 2006, Interviú. Kelson marque à la 13e minute. À la 39e minute, Neto égalise mais, à quelques secondes de la fin, la récente recrue moscovite Pula permet à son équipe de devenir seulement le second vainqueur non-espagnols.
| Titulaires :  |                     |
|               |                     |
|               | Pavel Stepanov      |
|               | Pavel Kobzar        |
|               | Tatú                |
|               | Pelé                |
|               | Cirilo              |
|               |                     |
| Remplaçants : |                     |
|               | Pula                |
|               | Aleksandr Rakhimov  |
|               | Kélson              |
|               | Konstantin Maevskij |
|               | Henrique            |
|               |                     |

| Titulaires :  |                |
|               |                |
|               | Luis Amado     |
|               | Neto           |
|               | Schumacher     |
|               | Gabriel        |
|               | Marquinho      |
|               |                |
| Remplaçants : |                |
|               | Julio García   |
|               | Edgar Bertoni  |
|               | Andreu Linares |
|               | Daniel         |
|               | Joan Linares   |
|               |                |

| Titulaires :  |                     |
|               |                     |
|               | Pavel Stepanov      |
|               | Pavel Kobzar        |
|               | Tatú                |
|               | Pelé                |
|               | Cirilo              |
|               |                     |
| Remplaçants : |                     |
|               | Pula                |
|               | Aleksandr Rakhimov  |
|               | Kélson              |
|               | Konstantin Maevskij |
|               | Henrique            |
|               |                     |

| Titulaires :  |                |
|               |                |
|               | Luis Amado     |
|               | Neto           |
|               | Schumacher     |
|               | Gabriel        |
|               | Marquinho      |
|               |                |
| Remplaçants : |                |
|               | Julio García   |
|               | Edgar Bertoni  |
|               | Andreu Linares |
|               | Daniel         |
|               | Joan Linares   |
|               |                |